# Los Cerritos (Herrera)
Los Cerritos es un corregimiento del distrito de Los Pozos en la provincia de Herrera, República de Panamá. La población tiene 985 habitantes (2010).